# 绿海葵
绿海葵（学名：Anthopleura midori）为海葵科侧花海葵属的动物。分布于北美、日本以及沿海等，主要附着于潮间带和潮下带海水冲击的岩石上。